# Rappenscheuchen
Rappenscheuchen ist ein Gemeindeteil von Kempten (Allgäu). Der Weiler liegt auf der Gemarkung Sankt Lorenz und gehörte von 1818 bis 1972 zur selbstständigen Landgemeinde St. Lorenz. Zur Volkszählung am 25. Mai 1987 lebten in dem Weiler 29 Menschen in sechs Gebäuden mit Wohnraum mit acht Wohnungen.
Nach der Häuserstatistik um 1800 hatten die damals vier Anwesen von Rappenscheuchen zusammengenommen eine Fläche von 184,90 Tagewerk, oder 63,0 Hektar.

## Geschichte
Im Gegensatz zu vielen anderen Ortsteilen von Kempten und der nahen Umgebung wird ein Ort oder Hof namens Rappenscheuchen weder in einem Lehensbuch von 1451 noch im Memminger Vertrag von 1526 erwähnt. Die erste schriftliche Erwähnung findet im Registerbericht einer Türkensteuerentrichtung im Jahr 1593 statt.
Im April 1525 haben sich Bauern das Fürststift Kempten als Hauptangriffsziel während des Deutschen Bauernkrieges auserwählt. Bei der Klosterplünderung sticht besonders ein Bauer Rappenschech oder Rappenscheich aus Hirschdorf hervor.
Wegen einer Vergeltungsmaßnahme der herrschaftlichen Streiftruppen wurde im November 1525 der Hof dieses Bauern geplündert. Der Bauer selber wurde auf die Burg Neuenburg bei Durach gefangen gehalten und gefoltert. Rappenscheich weigerte sich das Versprechen der Huldigung und des Gehorsams gegenüber dem Fürstabt abzugeben und wollte auch kein Sühnegeld in Höhe von 100 Gulden entrichten. Auf Bitten seiner Angehörigen wurde der Bauer 1526 dennoch freigelassen. Im Memminger Vertrag tauchen dann wieder unter den Pflichtigen und Hörigen der St. Lorenz Pfarrei folgende Namen auf: Anthoni Rappenscheich, Heintz Rappenscheich, Matthäus Rappenscheich.
Rappenscheuchen gehörte zur Hauptmannschaft Hirschdorf, deren Gebiet 1802 zunächst der Stadt Kempten angegliedert und 1818 Teil der neu gebildeten Gemeinde Sankt Lorenz wurde, die ihrerseits 1972 wieder nach Kempten eingemeindet wurde.
Laut der Volkszählung von 1871 lebten in der Einöde Rappenscheuchen 12 Einwohner. 1961 wurde Rappenscheuchen als Weiler typisiert und hatte 16 Einwohner.
Zur Volkszählung 1987 hatte Rappenscheuchen, nun als Ortsteil der Stadt Kempten, eine Einwohnerzahl von 29.